# Oncideres xavieri
Oncideres xavieri es una especie de coleópteros perteneciente a la familia de los cerambícidos. La especie fue descrita por primera vez por Galileo y Martins en 2010.